# FC 마루야스 오카자키
마루야스 오카자키 FC(Maruyasu Industries FC, Maruyasu Kogyō Futtobōru Kurabu)는 일본 아이치현 오카자키시에 연고를 두고 있는 축구팀으로 현재 일본 풋볼 리그에 소속되어 있다.

## 선수 명단

### 현역
참고: FIFA 자격 규정에 따라 소속된 국가대표팀 국기를 표시합니다. 선수는 복수의 FIFA 비회원국 국적을 가지고 있을 수 있습니다.
| 번호 | 포지션 | 국적 | 이름 |
| ---- | ------ | ---- | ---- |

| 번호 | 포지션 | 국적 | 이름 |
| ---- | ------ | ---- | ---- |